# Los Cafetales
Los Cafetales är en ort i Mexiko.   Den ligger i kommunen Tapachula och delstaten Chiapas, i den sydöstra delen av landet, 900 km sydost om huvudstaden Mexico City. Los Cafetales ligger 94 meter över havet och antalet invånare är 3 054.
Terrängen runt Los Cafetales är lite kuperad. Runt Los Cafetales är det ganska tätbefolkat, med 239 invånare per kvadratkilometer. Närmaste större samhälle är Tapachula, 6,3 km nordost om Los Cafetales. Trakten runt Los Cafetales består till största delen av jordbruksmark.